# Entomogramma pardus
Entomogramma pardus är en fjärilsart som beskrevs av Achille Guenée 1852. Entomogramma pardus ingår i släktet Entomogramma och familjen nattflyn. Inga underarter finns listade i Catalogue of Life.